# Джулія да Сільва Брунс
Джу́лія да Сі́льва Брунс (*14 серпня 1851, Ангра Дос Рейс, Бразилія — †11 березня 1923, Німеччина) — німецько-бразильська письменниця.

## Біографія

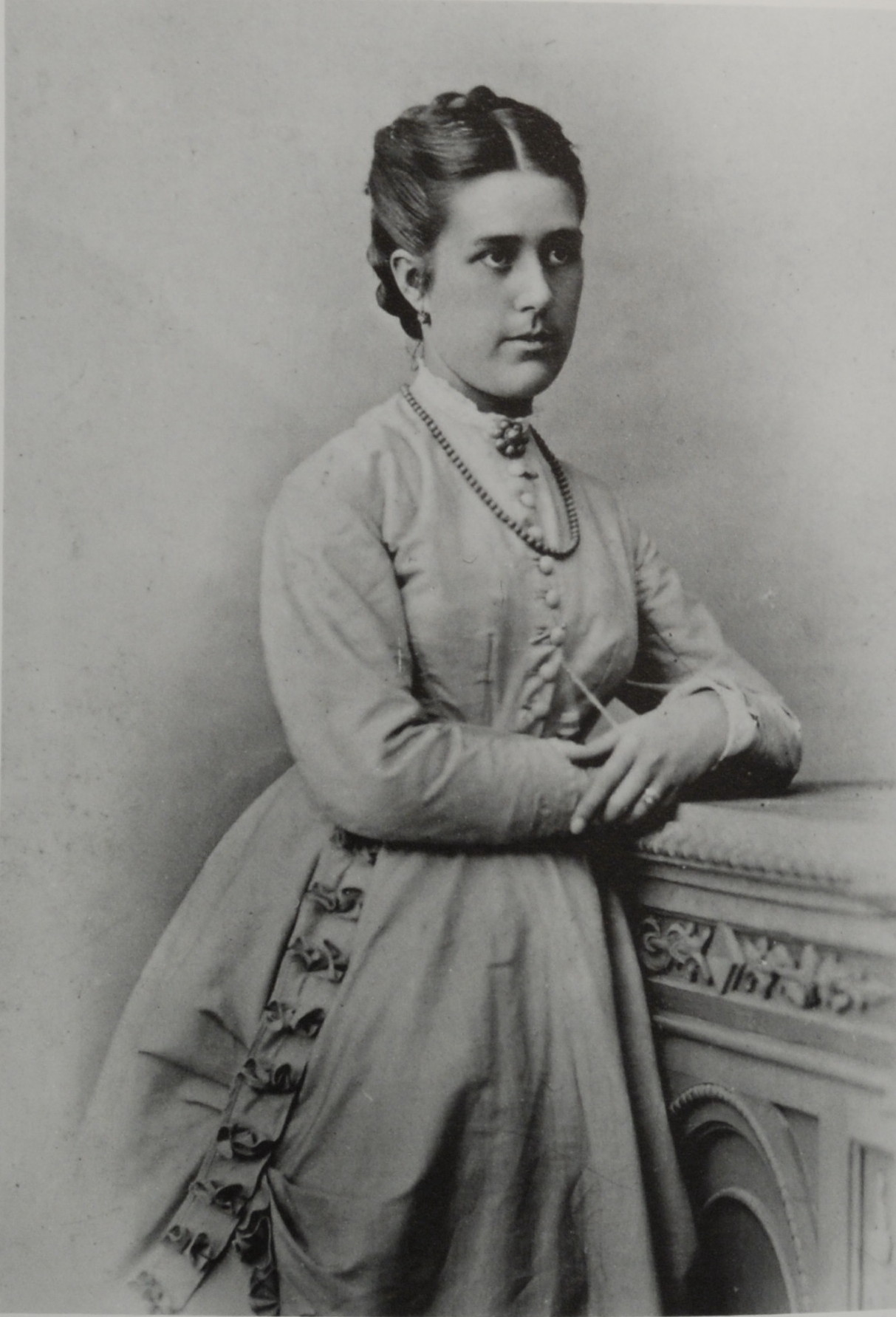
Джулія да Сільва Брунс

Народилась у сім'ї німецького фермера Йоганна Людвіга Германа Брунса і бразилійки Марії да Сільва, мала 3 братів і сестру. Батько мав кілька плантацій цукрової тростини між Сантосом і Ріо-де-Жанейро. Мати померла 28-річною, коли Джулії було 6 років. Після цього батько послав дітей назад у Німеччину, у Любек, де Джулія мала дядька. Не знаючи шестирічною ні слова німецькою, Джулія лишилася навчатись у школі до 14 років, поки батько не повернувся з Бразилії, де займався фермерством.
У 1869 році, 17-річною, одружилася з 29-річним сенатором Любека і торговцем Томасом Йоганном Генріхом Манном. Народила 5 дітей, зокрема, письменників Томаса і Генріха Манна.